# Bangladesh Islami Chhatra Shibir
Bangladesh Islami Chhatrashibir (bengali : বাংলাদেশ ইসলামী ছাত্রশিবির), connue sous le nom de Shibir, est une organisation étudiante islamiste bangladaise, impliqué dans le meurtre de nombreux athées.
Elle a été créée le 6 février 1977. Islami Chhatrashibir est l'aile étudiante de l'organisation politique islamiste du Bangladesh, Bangladesh Jamaat-e-Islami, une organisation majeure dans de nombreux collèges et universités dont l'université de Dhaka, l'université de Chittagong (en), l'université de Rajshahi, l'université des sciences et de la technologie de Shahjalalal, l'université Jahangirnagar (en), l'université d'ingénierie et de technologie du Bangladesh et le collège médical. Nul ne peut être membre de l'Islami Chhatrashibir du Bangladesh s'il n'est étudiant,.

## Histoire
Le Bangladesh Islami Chhatra Shibir a été fondé le 6 février 1977 à la mosquée centrale de l'université de Dhaka. Leur mission déclarée est « de rechercher le plaisir d'Allah (SWT) en modelant toute la vie humaine selon le code, donné par Allah (SWT) et exemplifié par Son messager ».

## Vue d'ensemble
Selon la politique du groupe, leurs activités sont guidées par cinq principes :
1. Dawah (Appel à Allah) - Transmettre le message de l'Islam aux étudiants et les inspirer à acquérir des connaissances et à éveiller en eux le sens des responsabilités pour pratiquer l'Islam dans son intégralité.
2. Organisation - Organiser les étudiants qui sont prêts à participer à la lutte pour l'établissement du mode de vie islamique au sein de cette organisation.
3. Formation - Prendre les mesures appropriées pour transmettre le savoir islamique aux étudiants intégrés dans l'organisation afin de faire d'eux des hommes de caractère, capables d'affronter les défis de la mécréance et, ainsi, de prouver la supériorité de l'Islam.
4. Mouvement d'éducation islamique et problèmes orientés vers les étudiants - Lutter pour changer le système d'éducation existant sur la base des valeurs islamiques afin de construire des citoyens idéaux et de renforcer le leadership pour résoudre les problèmes réels des étudiants.
5. Établissement de l'ordre social islamique - S'efforcer d'établir l'ordre social islamique pour libérer l'humanité de toute forme d'exploitation économique, d'oppression politique et de servitude culturelle.

## Financement
Les membres du Shibir, qui sont étudiants dans de nombreux établissements d'enseignement, sont tenus de faire un don mensuel au nom de baitul mal (le fonds du parti),. Ils louent également des installations dans des dortoirs pour obtenir du financement. Il existe également plusieurs publications qu'ils vendent dans les établissements d'enseignement.

## Controverse

### Guerre de libération du Bangladesh
En 1971, le prédécesseur du Shibir, Islami Chattra Shangha, dont les membres faisaient partie d'Al-Badr, a participé à l'assassinat d'intellectuels bengalis en 1971. Certains membres d'Al-Badr avaient été condamnés et exécutés par le Tribunal pénal international,,,.

### Attaques à motivation politique
Le groupe d'étudiants a également été impliqué dans des affrontements violents avec d'autres groupes d'étudiants, était extrêmement militant et était lié à la rumeur de nombreux actes. Le groupe était lié à un certain nombre d'organisations terroristes plus importantes, tant au Bangladesh qu'à l'échelle internationale. Les militants Shibir sont connus pour attaquer les membres de partis politiques rivaux en coupant les tendons de leurs adversaires,,,. Cependant, les luttes intestines politiques entre groupes rivaux au Bangladesh sont endémiques, et les luttes intestines et les meurtres au sein de la Ligue Chhatra du Bangladesh rivale sont souvent imputés à Chhatra Shibir.
Le 2 mars 2013, le Bureau de détectives du Bangladesh a arrêté cinq membres de la nouvelle organisation extrémiste Ansarullah Bangla Team pour le meurtre de Ahmed Rajib Haider. L'organisation était une émanation de l'Islami Chhatra Shibir.

### Désignation des groupes armés
En février 2014, le groupe de réflexion de défense américain IHS Jane's a publié un rapport intitulé « IHS Jane's 2013 Global Terrorism & Insurgency Attack Index », où Shibir s'est classé troisième sur la liste des groupes armés non étatiques les plus actifs en 2013. L'organisation a protesté contre les résultats de l'étude, condamnant fermement ce classement.

## Victimes de disparition forcée
Al Mukaddas (22 ans), étudiant de quatrième année du Département d'Al Fiqah, et Mohammad Waliullah (23 ans), candidat à la maîtrise à Dawah et au Département des études islamiques de l'université islamique du Bangladesh, auraient été arrêtés et ont disparu le 5 février 2012 à 1 heure du matin environ par certaines personnes qui se sont identifiées comme membres du Rapid Action Battalion-4 et de la Detective Branch (en) de la police de Savar,,.
Tous deux étaient membres de l'organisation étudiante islamique Bangladesh Islami Chhatra Shibir et auraient été détenus par des membres du RAB et de la brigade des détectives de la police bangladaise le 4 février. On n'a pas eu de nouvelles d'eux depuis et on ne sait pas où ils se trouvent. Le RAB a nié avoir détenu les deux hommes dans une déclaration à un journal bangladais. Cependant, des rapports provenant de plusieurs sources et un schéma de disparitions que l'on pense avoir été menées par la RAB au cours des derniers mois jettent le doute sur le déni de la RAB,,. Amnesty International et d'autres organisations de défense des droits humains ont exprimé leur préoccupation à ce sujet et ont appelé à une action urgente.
Le 5 avril 2013 vers 2 h 25 du matin, des membres du 5e Bataillon d'action rapide ont arrêté M. Mohammad Anwarul Islam et Mosammat Nurjahan Begum du village d'Angariapara à Chapainawabganj au numéro 175 du bâtiment Bil-Shimla Moholla du poste de police Rajpara du district Rajshahi. Plus tard, lorsque les membres de la famille ont contacté le bureau du RAB-5, lcelui-ci a informé Anwarul qu'ils ne l'avaient jamais arrêté. Une allégation de disparition forcée a été portée contre les membres de la RAB par les membres de la famille d'Anwarul. Sur enquête, il a été constaté qu'Anwarul était un étudiant de maîtrise de dernière année du département de mathématiques du Rajshahi College. De plus, il a été secrétaire de bureau du Islami Chattra Shibir du district de Rajshahi.

## Mesures de répression
Depuis 2010, Shibir est la cible de mesures de répression répétées. Le gouvernement dirigé par la Ligue Awami insiste sur la nécessité de maintenir l'ordre public et de mettre fin aux attaques contre la police, mais Amnesty International les considère comme des mesures de répression politique. Depuis 2010, des descentes dans les résidences étudiantes ont été effectuées au hasard et tous les partisans de Shibir qui s'y trouvaient ont été arrêtés. En 2010, les agences gouvernementales ont reçu l'ordre de mener les opérations nécessaires pour identifier les éléments Shibir dans les institutions éducatives partout au Bangladesh et déraciner leur influence. Des arrestations arbitraires car la police n'a fait aucun effort au moment de l'arrestation pour séparer les membres étudiants ordinaires du Chhatra Shibir des personnes soupçonnées d'être impliquées dans les attaques et ils n'ont pas eu accès à un avocat. Le 4 novembre 2018, la police bangladaise a fait une descente au quartier général d'Islami Chattra Shibir de la ville de Chittagong, au Bangladesh, puis a porté plainte contre 90 hommes de Chittagong Shibir pour détention d'explosifs. C'était la plus grande répression policière contre Shibir ces derniers temps, bien que l'organisation ait nié tout lien avec l'incident et ait protesté vigoureusement contre l'affaire.
En 2019, un étudiant nommé Abrar Fahad a été battu à mort par une aile étudiante de l'Awami League, la Bangladesh Chhatra League, dans l'un des meilleurs établissements d'enseignement du Bangladesh, l'université d'ingénierie et de technologie du Bangladesh, pour avoir été peut-être lié à Shibir.Avant de tuer Abrar, les cadres de la Ligue Chhatra l'ont torturé pendant plusieurs heures pour obtenir des informations sur les militants Shibir. Quand il a commencé à vomir du sang, ses ravisseurs ont essayé de décider s'il fallait lui mettre de la drogue ou l'étiqueter comme membre Shibir avant de le remettre à la police mais Abrar est mort avant qu'ils n'aient pu prendre ces mesures.